# Пещера Аддаура

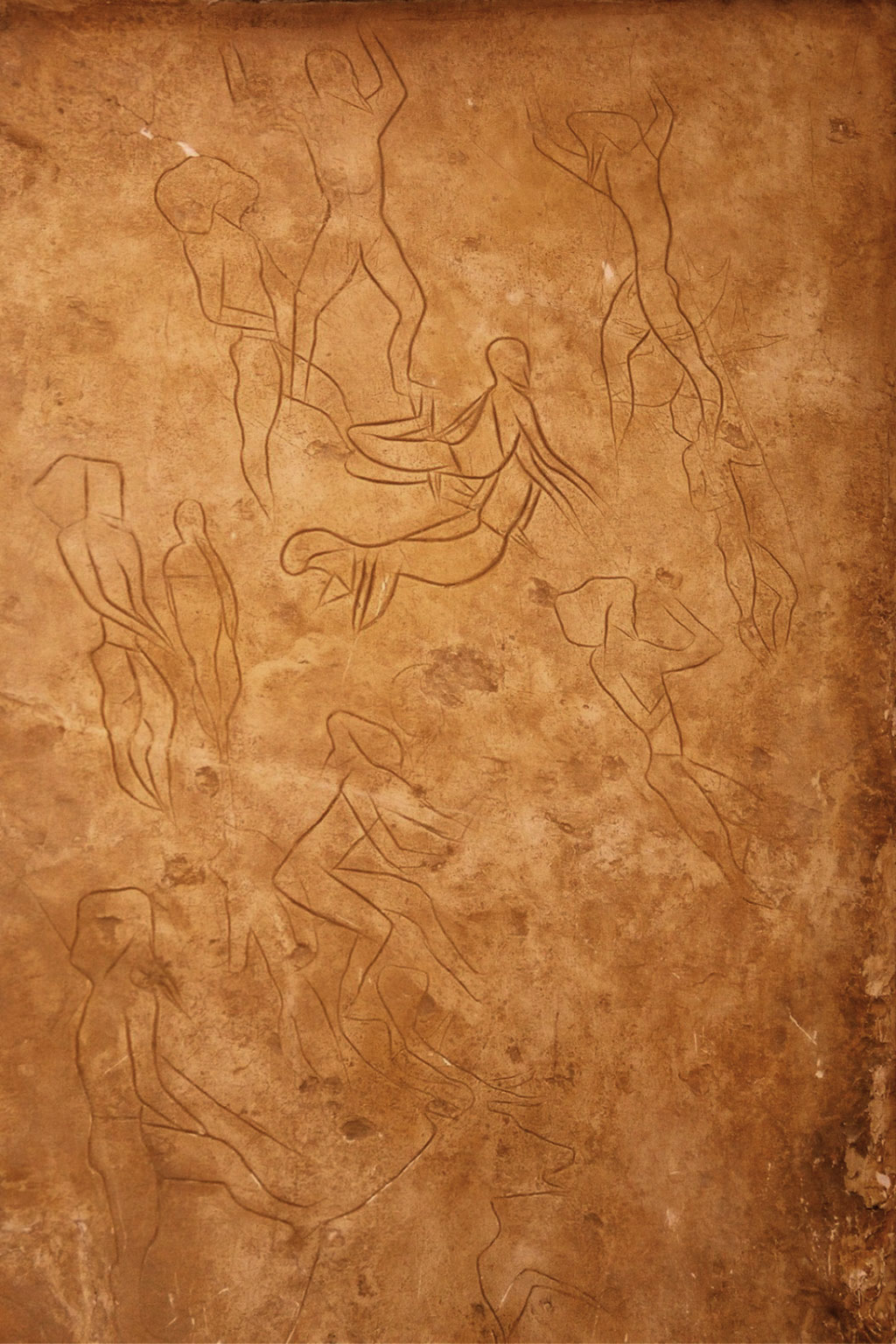
Наскальные рисунки в пещере Аддаура

Пещера Аддаура (итал. Grotta dell'Addaura) — комплекс из трёх природных пещер, расположенных на северо-восточном склоне Монте-Пеллегрино в провинции Палермо, Сицилия, Италия.
На склоне Монте-Пеллегрино, с видом на Палермо, на юго-востоке от пляжа Монделло в 70 метрах над уровнем моря, есть несколько пещер и карстовых полостей, в которых были найдены кости и орудия для охоты, свидетельствующие о присутствии здесь человека во время палеолита и мезолита. Обнаруженные здесь артефакты сейчас хранится в Археологическом музее Палермо. Значение пещер, главным образом, связано с наличием уникальной коллекции наскальных рисунков. Название происходит от арабского слова «аль-даура» — «окружность» (араб. الدورة‎).
Открытие наскальных рисунков было совершенно случайным. Три пещеры, которые составляют комплекс Аддаура в массиве Монте-Пеллегрино уже изучали палеонтологи. Здесь ими был найден скелет карликового слона. После вторжения на Сицилию армий США и Великобритании и оккупации Палермо в 1943 году, командование союзников в поисках подходящего места, намеревалось использовать пещеры для хранения боеприпасов и взрывчатых веществ. При размещении арсенала обрушилась одна из стен главной пещеры, обнаружив наскальные рисунки, до того покрытые патиной. Это были изображения людей (мужчины и женщины) и животных (крупный рогатый скот и дикие олени). Рисунки были тщательно изучены профессором Йоле Бовио Маркони, чьи исследования были опубликованы в 1953 году. Существует предположение, что петроглифы изображают сцены жертвоприношений, в том числе человеческих, или обряд инициации.
С 1997 года пещера закрыты для посетителей. Ныне находится в плачевном состоянии.